# هریس ویتلز
هریس ویتلز (به انگلیسی: Harris Wittels؛ زادهٔ ۲۰ آوریل ۱۹۸۴ – درگذشتهٔ ۱۹ فوریه ۲۰۱۵) نویسنده، کمدین و تهیه‌کنندهٔ آمریکایی بود. او بیشتر به‌عنوان نویسنده و تهیه‌کنندهٔ سریال پارک‌ها و تفریحات  شناخته می‌شود.
ویتلز همچنین برای ابداع و رواج اصطلاح لاف فروتنی شناخته شده‌است؛ اصطلاحی که به شکلی از فروتنی ظاهری اشاره دارد که درواقع با نیت خودستایی یا جلب توجه بیان می‌شود. او این اصطلاح را ابتدا در توییتر رواج داد و سپس کتابی به همین نام منتشر کرد.
هریس ویتلز در سال ۲۰۱۵ در سن ۳۰ سالگی بر اثر مصرف بیش از حد مواد مخدر درگذشت.